# Рябинкина, Ольга Сергеевна
О́льга Серге́евна Ряби́нкина (род. 24 сентября 1976, Брянск) — российская легкоатлетка, специалистка по толканию ядра. Выступала за сборную России по лёгкой атлетике в 1990-х и 2000-х годах, чемпионка мира, обладательница бронзовых медалей чемпионатов Европы, чемпионка и призёрка первенств национального значения, участница двух летних Олимпийских игр. Представляла Брянскую область и Санкт-Петербург. Мастер спорта России международного класса.

## Биография
Ольга Рябинкина родилась 24 сентября 1976 года в Брянске.
Начала заниматься лёгкой атлетикой в 1991 году под руководством своего отца Сергея Рябинкина, позже проходила подготовку у тренеров А. В. Андреева и Т. Пастуховой. Окончила Московский государственный социальный университет. Выступала за всероссийское физкультурно-спортивное общество «Динамо» (Санкт-Петербург).
Впервые заявила о себе в толкании ядра на международной арене в сезоне 1993 года, когда вошла в состав российской национальной сборной и выиграла серебряную медаль на летних Европейских юношеских Олимпийских днях в Валкенсварде.
В 1994 году заняла девятое место на юниорском мировом первенстве в Лиссабоне.
В 1995 году стала бронзовой призёркой на юниорском европейском первенстве в Ньиредьхазе.
В 1997 году отметилась выступлением на молодёжном европейском первенстве в Турку, став четвёртой в толкании ядра и в метании диска.
На взрослом чемпионате России 2000 года в Туле была третьей. По итогам чемпионата удостоилась права защищать честь страны на Олимпийских играх в Сиднее — с результатом 17,85 метра закрыла здесь десятку сильнейших.
В 2003 году выиграла бронзовые медали на зимнем чемпионате России в Москве и на летнем чемпионате России в Туле. Принимала участие в чемпионате мира в Париже, но в финал здесь не вышла.
В 2004 году одержала победу в личном зачёте Кубка Европы в Быдгоще, тем самым помогла своим соотечественницами выиграть общий командный зачёт. Находясь в числе лидеров российской легкоатлетической сборной, благополучно прошла отбор на Олимпийские игры в Афинах — на сей раз показала результат ровно 18 метров, чего оказалось недостаточно для преодоления предварительного квалификационного этапа.
После афинской Олимпиады Рябинкина осталась в составе российской национальной сборной на ещё один олимпийский цикл и продолжила принимать участие в крупнейших международных соревнованиях. Так, в 2005 году она победила на зимнем чемпионате России в Волгограде, стала бронзовой призёркой на чемпионате Европы в помещении в Мадриде, была лучшей на летнем чемпионате России в Туле и завоевала серебряную медаль на чемпионате мира в Хельсинки (позже в связи с дисквалификацией белорусской толкательницы ядра Надежды Остапчук был провозглашена чемпионкой).
В 2006 году победила на зимнем чемпионате России в Москве, стала второй на Кубке Европы по зимним метаниям в Тель-Авиве и третьей на домашнем чемпионате мира в помещении в Москве. Помимо этого, стала серебряной призёркой на летнем чемпионате России в Туле, четвёртой на чемпионате Европы в Гётеборге (после дисквалификации Остапчук поднялась до третьего места), заняла второе место в личном зачёте на Кубке мира в Афинах.
В 2007 году взяла бронзу на зимнем чемпионате России в Волгограде и на чемпионате Европы в помещении в Бирмингеме.
За выдающиеся спортивные результаты удостоена почётного звания «Мастер спорта России международного класса».
В 2015 году Международная ассоциация легкоатлетических федераций (IAAF) инициировала перепроверку допинг-проб с чемпионата мира 2005 года — в результате нескольких спортсменов заподозрили в использовании запрещённых веществ, в том числи подозрительной оказалась и проба Ольги Рябинкиной — стоял вопрос о лишении её золотой медали. Тем не менее, позже Всемирное антидопинговое агентство (WADA) заявило, что в соответствии с действующим регламентом IAAF не имела права перепроверять эти пробы, поскольку с момента их взятия прошло уже больше восьми лет. Таким образом, заподозренные спортсмены не понесли никакого наказания.